# Доусон, Джон, 1-й граф Портарлингтон
Джон Доусон, 1-й граф Портарлингтон (англ. John Dawson, 1st Earl of Portarlington; 23 августа 1744 — 30 ноября 1798) — англо-ирландский политик и пэр.

## Происхождение и образование
Доусон родился 23 августа 1744 года в Нортгемптоншире, Англия. Единственный выживший сын Уильяма Доусона, 1-го виконта Карлоу (? — 1779), и Мэри Дамер (? — 1769). Он получил образование в Итонском колледже и в Тринити-колледже (Кембриджский университет).

## Карьера
Джон Доусон заседал в Ирландской палате общин от Портарлингтона (1766—1768) и графства Квинс (1768—1779).
22 августа 1779 года после смерти своего отца Джон Доусон унаследовал титулы 2-го виконта Карлоу и 2-го лорда Доусона, заняв своё место в Ирландской палате лордов.
21 июня 1785 года для него был создан титул графа Портарлингтона в системе Пэрства Ирландии.
С 1779 по 1798 год — губернатор графства Квинс. С 1796 года — член Тайного совета Ирландии.

## Личная жизнь
1 января 1778 года он женился на леди Кэролайн Стюарт (май 1750 — 20 января 1813), пятой дочери Джона Стюарта, 3-го графа Бьюта, премьер-министра Великобритании в 1762-1763 годах, и Мэри Уортли-Монтегю, баронессы Маунт Стюарт Уортли. У супругов было пять сыновей и четыре дочери, в том числе:
- Джон Доусон, 2-й граф Портарлингтон (26 февраля 1781 — 28 декабря 1845), старший сын и преемник отца, умерший бездетным и неженатым[1].
- Леди Кэролайн Элизабет Доусон-Дамер (1782 — 16 февраля 1861), в 1801 году вышедшая замуж за Генри Парнелла, 1-го барона Конглтона[англ.], сына сэра Джона Парнелла, 2-го баронета[1].
- Леди Луиза Мэри Доусон (1783 — 18 августа 1845), в 1829 году вышедшая замуж за преподобного Уолтера Дэвенпорта Бромли[англ.] (который взял фамилию Бромли, унаследовав Вуттон-Холл и Бэгинтон от дальнего родственника в 1822 году)[2], сына Дэвиса Дэвенпорта[1].
- Достопочтенный Генри Доусон-Дамер (19 июля 1786 — 27 мая 1841), капитан Королевского флота, который в 1813 году женился на Элизе Мориарти, дочери капитана Эдмунда Джошуа Мориарти и леди Люси Латтрелл (дочери 1-го графа Каргемптона)[1].
- Достопочтенный Джордж Лайонел Доусон-Дамер[англ.] (28 октября 1788 — 14 апреля 1856), полковник и член парламента от Портарлингтона и Дорчестера. В 1825 году он женился на Мэри Джорджиане Эмме Сеймур, дочери адмирала лорда Хью Сеймура[англ.] и леди Анны Горации Уолдгрейв (дочери 2-го графа Уолдегрейва и Мэри Уолпол, позже герцогини Глостерской)[1].
- Леди Мэри Харриет Доусон (ок. 1790 — 16 декабря 1827), в 1813 году вышедшая замуж за преподобного достопочтенного Генри Дэвида Эрскина, сына Томаса Эрскина, 1-го барона Эрскина[1].
- Достопочтенный Лайонел Чарльз Доусон (7 мая 1790 — 25 февраля 1842), который в 1820 году женился на леди Элизабет Эмили Ньюджент, дочери Джорджа Ньюджента, 7-го графа Уэстмита, и леди Элизабет Эмили Мур (дочь 1-го маркиза Дроэды)[1].
- Достопочтенный Уильям Маккензи Доусон (1793 — 16 февраля 1859), который в 1820 году женился на Пейшенс Скотт, дочери генерала Скотта Скотта. После её смерти он женился вторым в 1827 году на Луизе Фрэнсис Райт, дочери С. Т. Райт. После её смерти он женился третьим браком в 1856 году Джулии Хопкинсон, дочь капитана Хопкинсона[1].
- Леди Анна Мария Доусон (1795 — 12 декабря 1866), умершая незамужней[1].

Лорд Портарлингтон скончался 30 ноября 1798 года в возрасте 54 лет. Ему наследовал его старший сын Джон.